# George (rivière)
Pour les articles homonymes, voir George.
La rivière George est un cours d'eau d'Alaska, aux États-Unis situé dans la région de recensement de Bethel et la région de recensement de Yukon-Koyukuk. C'est un affluent du fleuve Kuskokwim.

## Description
Longue de 80 milles (129 km), elle coule en direction du sud-ouest pour se jeter dans le fleuve Kuskokwim à 23 milles (37 km) au nord-ouest de Sleetmute.
Son nom provient de George Fredericks, propriétaire d'un comptoir commercial à l'embouchure de la rivière, ce nom a été référencé en 1910 par A.G. Maddren, de l'United States Geological Survey. Toutefois, le lieutenant Lavrenti Zagoskine, lui avait donné auparavant son nom indien en 1842 : Keledzhichagat.